# Talsi (stad)
Talsi is een plaats in westelijk Letland. De stad vormt het administratieve centrum van de gemeente Talsu novads.
De plaats is gelegen bij twee meren en is gebouwd langs een oud heuvelfort van de Koeren.

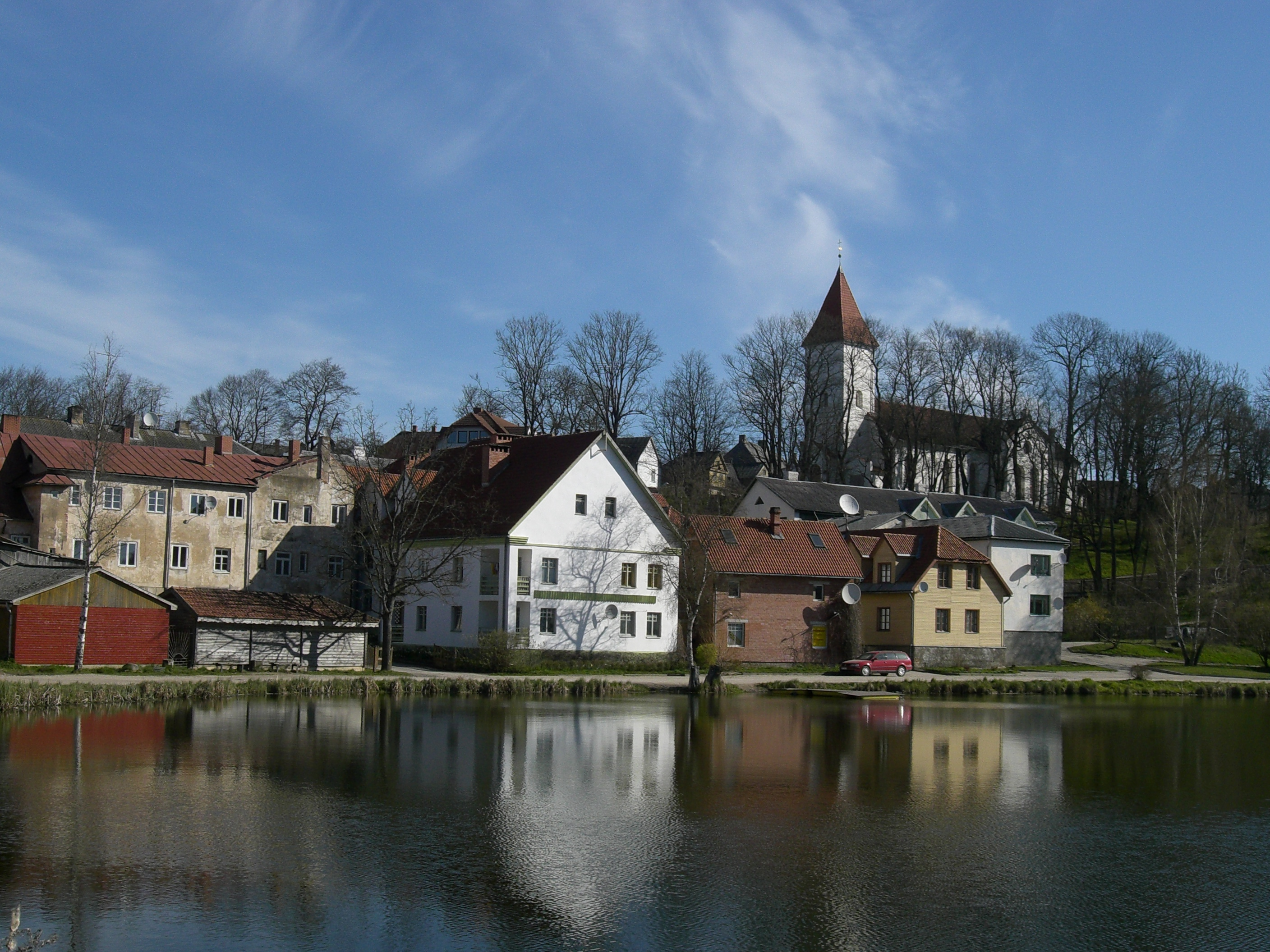
Panorama op Talsi
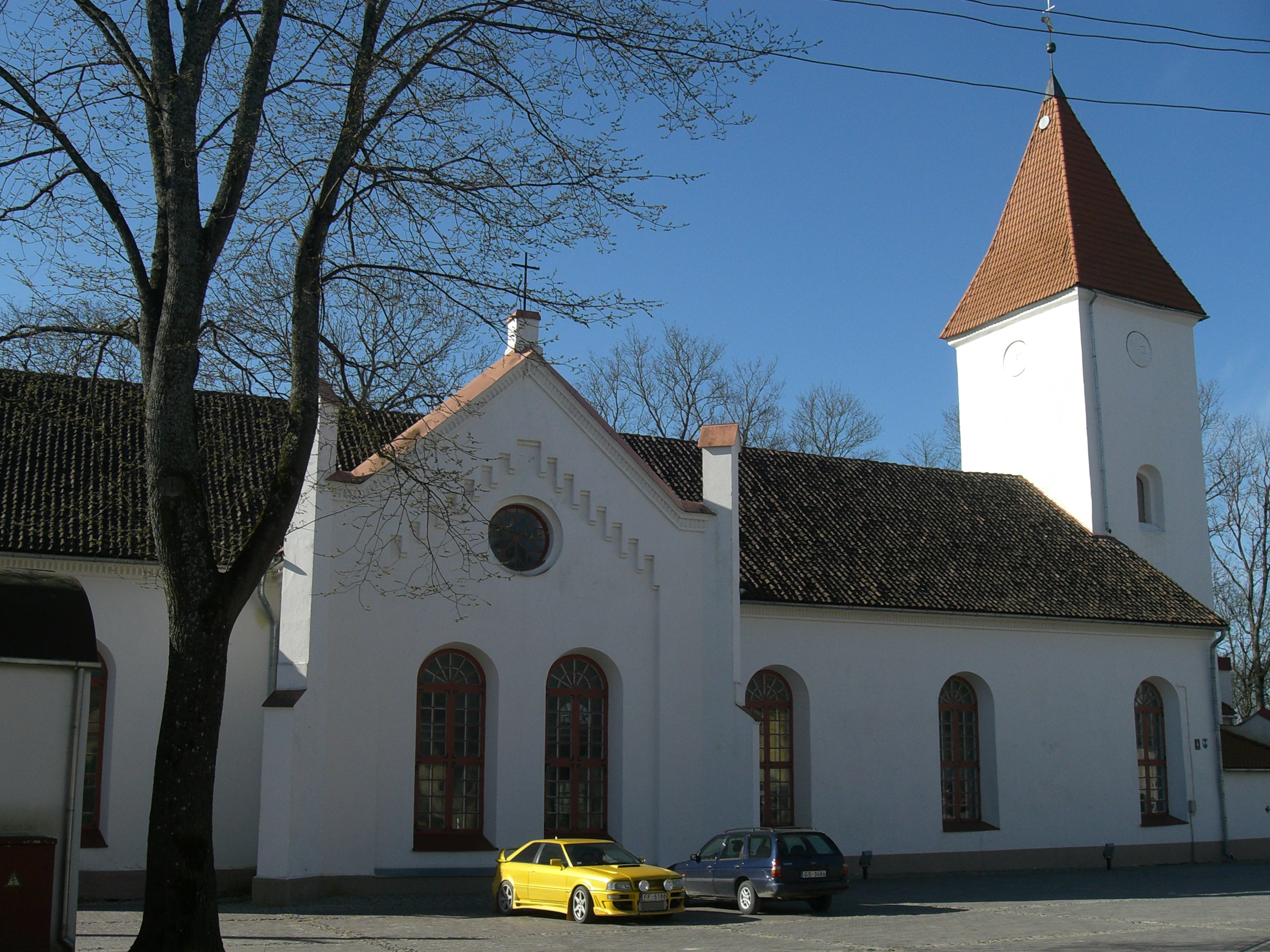
Lutherse kerk